# Yooka-Laylee
Yooka-Laylee is een platformspel ontwikkeld door Playtonic Games en uitgegeven door Team17 op 11 april 2017 voor Linux, macOS, Windows, PlayStation 4 en Xbox One. Een versie voor de Switch kwam uit op 14 december 2017.
Het spel is een spirituele opvolger van de Banjo-Kazooie-serie en wist via de crowdfundingwebsite Kickstarter een recordbedrag van 2 miljoen pond te verzamelen.

## Plot
Het spel volgt de avonturen van de kameleon Yooka en zijn vleermuis Laylee op hun missie om een magisch boek terug te krijgen uit handen van een kwaadaardige organisatie.

## Ontvangst
| Recensiescore             | Recensiescore                          |
| Recensieverzamelaar       | Score                                  |
| ------------------------- | -------------------------------------- |
| Metacritic                | 73% (PC) 68% (PS4) 73% (XONE) 75% (NS) |
| Publicist                 | Score                                  |
| Destructoid               | 8                                      |
| Electronic Gaming Monthly | 7                                      |
| Eurogamer                 | 6                                      |
| Game Informer             | 8                                      |
| GameSpot                  | 6                                      |
| IGN                       | 7                                      |
| PC Gamer (VS)             | 68%                                    |

Het spel ontving gemengde recensies. Men prees de nostalgische elementen van een klassiek platformspel, maar kritiek was er op dit concept dat verouderd aanvoelde.
Aanvankelijk werd het spel ook ontwikkeld voor de Wii U, maar werd uiteindelijk doorontwikkeld voor de Nintendo Switch.
Eind november 2018 werd bekend dat het spel ruim een miljoen keer is verkocht.